# Félix Corte
Félix Bautista Corte Bórquez (Valdivia, 4 de agosto de 1898-Santiago, 21 de abril de 1982) fue un futbolista chileno que jugaba como delantero.

## Trayectoria
Hijo de Felice Corte Da Forno, un inmigrante italiano de Pieve di Cadore, y de Luisa Bórquez, Félix estudió en el Internado Nacional Barros Arana, donde destacó en atletismo, esgrima y fútbol. Ingresó al Club Atlético Internado en 1914, y llegó al primer equipo en 1916.
Después de participar en la Primera Guerra Mundial de 1917 a 1918 como oficial italiano, pasó a defender los colores del Livorno en 1919, lo que lo convirtió en el primer chileno en jugar en la primera división italiana. Formó en el equipo junto a los hermanos Iacoponi, Bruno, otro soldado italiano, y Gino, quienes luego jugaron en Chile gracias a invitación de Félix. En el Livorno disputó quince encuentros, entre los que destaca la final de la temporada 1919-20, que terminó en derrota por 2-3 frente al Inter de Milán.
De regreso a Chile en 1921, volvió al Internado, donde logró la Copa Chile de la Asociación de Football de Santiago. Como estudiante de la Universidad de Chile representó a esta institución en los clásicos universitarios contra la Universidad Católica en 1921 y 1922.
Pasó a formar parte de Audax Italiano en 1923, y al año siguiente, como su capitán, logró con el conjunto itálico el campeonato de la Liga Metropolitana. Después de un paso por el Scout de Punta Arenas, terminó su carrera con Audax en 1928, que lo nombró «capitán honorario».
En paralelo a su carrera en el fútbol, fue esgrimista en conjunto con su hermano Pablo, quien fue varias veces campeón nacional. Como dirigente participó de la fundación en 1928 del Club Universitario de Deportes.

## Clubes
| Club                  | País   | Año       |
| --------------------- | ------ | --------- |
| Internado             | Chile  | 1916      |
| Livorno               | Italia | 1919-1920 |
| Internado             | Chile  | 1921-1922 |
| Audax Italiano        | Chile  | 1923-1925 |
| Scout de Punta Arenas | Chile  | 1925-1926 |
| Audax Italiano        | Chile  | 1927-1928 |

## Palmarés

### Campeonatos locales
| Título                                              | Club           | País  | Año  |
| --------------------------------------------------- | -------------- | ----- | ---- |
| Copa Chile de la Asociación de Football de Santiago | Internado      | Chile | 1921 |
| Liga Metropolitana                                  | Audax Italiano | Chile | 1924 |